# Tesla Cybertruck

Logo

Der Tesla Cybertruck ist ein batterieelektrisch angetriebener Pick-up des US-amerikanischen Autoherstellers Tesla.

## Fahrzeugeigenschaften

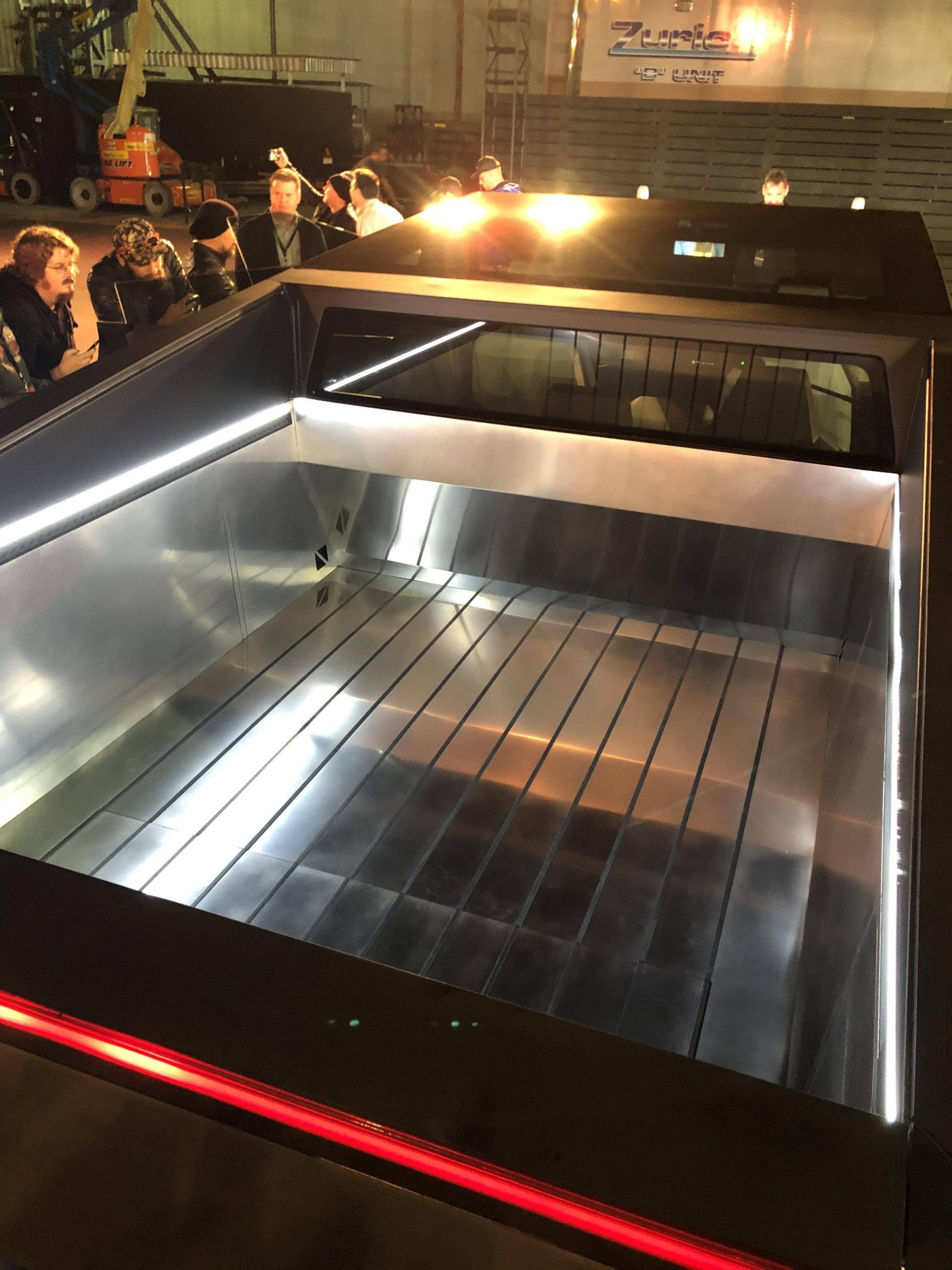
Ansicht der beleuchteten Ladefläche (Prototyp 2019)

Das Leergewicht des 5,68 m langen Fahrzeugs beträgt laut Hersteller 3100 Kilogramm. Die Außenhaut der Karosserie soll aus bis zu 3 mm starkem rostfreiem Stahl bestehen. Doch bereits wenige Wochen nach Auslieferung der ersten Fahrzeuge wurde Anfang 2024 von Rostschäden an diesen berichtet. Tesla bietet dementsprechend für das in der Serienausstattung unlackierte Fahrzeug für einen Aufpreis eine Rostschutzlackierung an.
Im Innenraum finden fünf Personen Platz. Der Laderaum umfasst ein Volumen von etwa 3400 Litern. Für sperrige Ladung lässt sich die Ladeflächenabdeckung aufrollen.

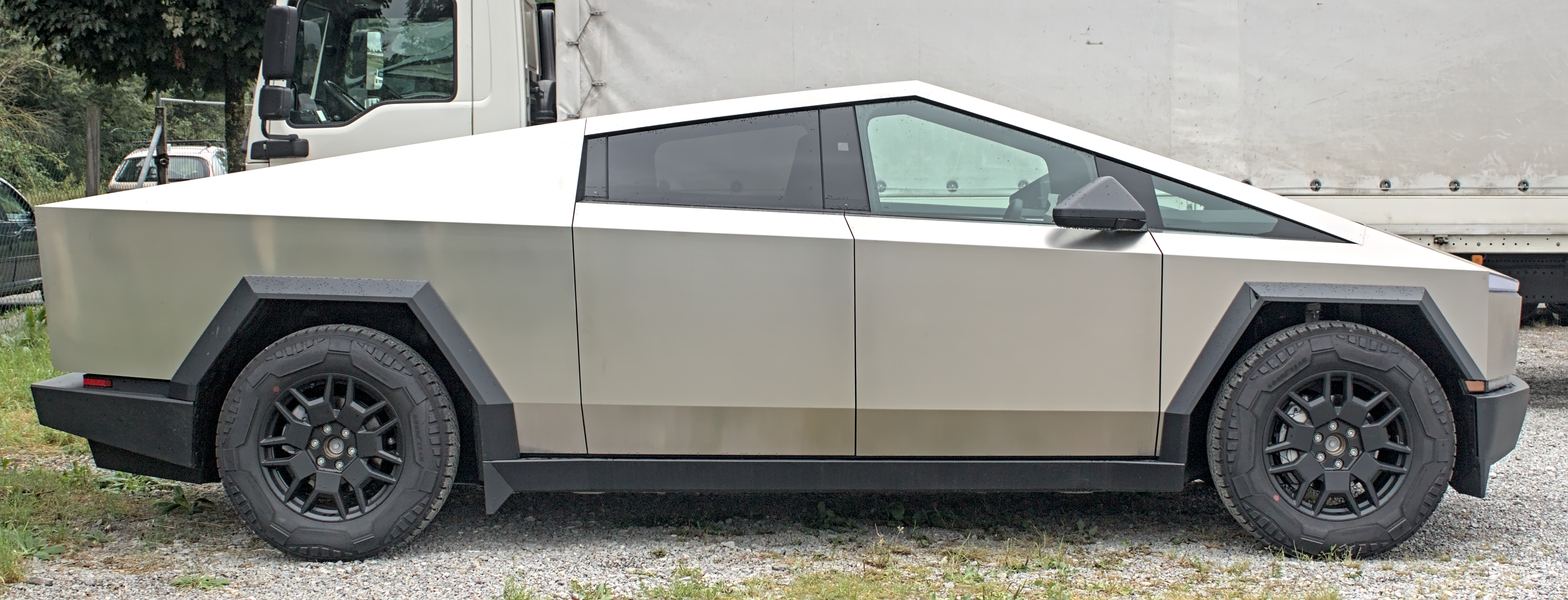
Seitenansicht
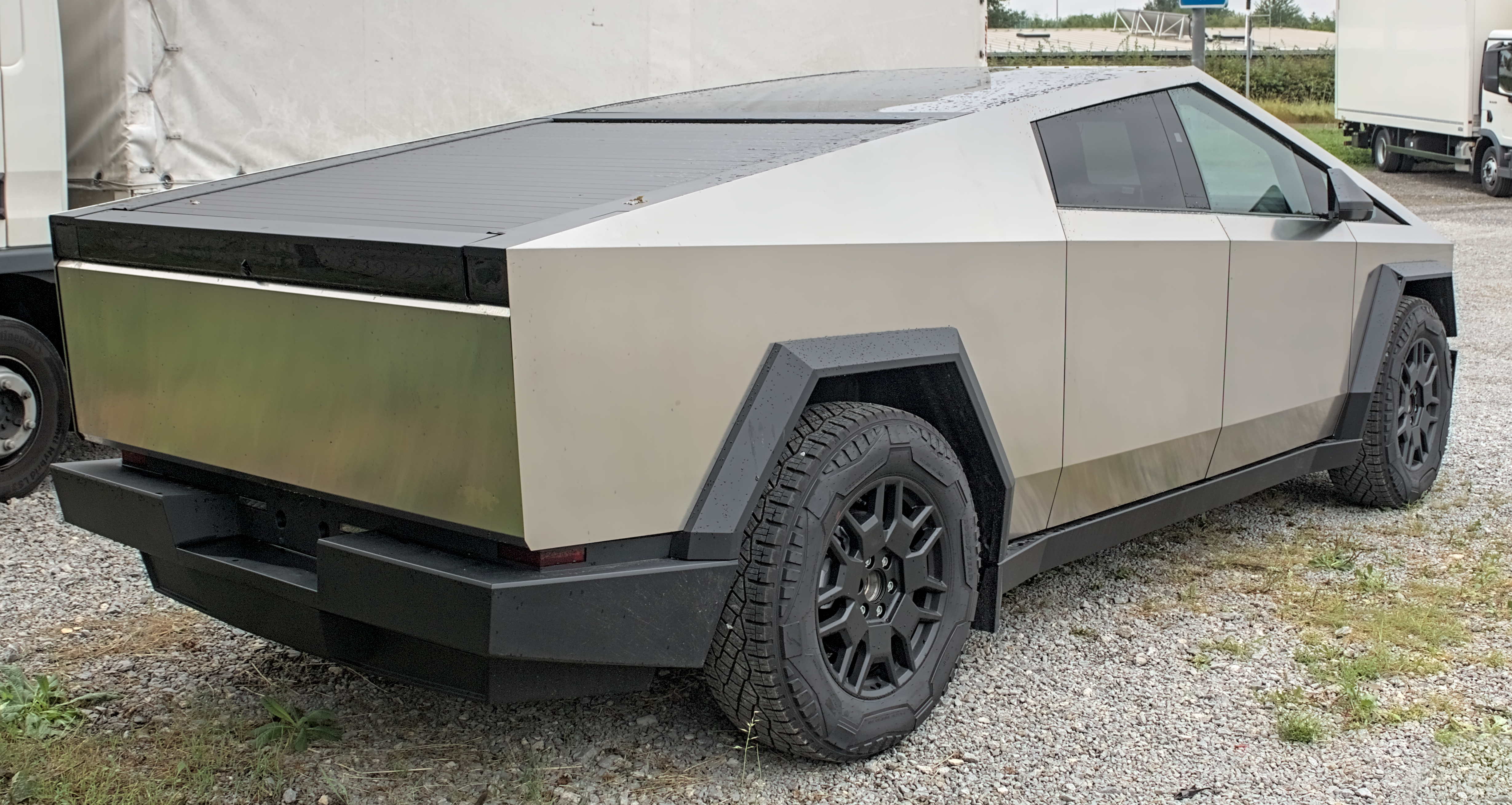
Heckansicht
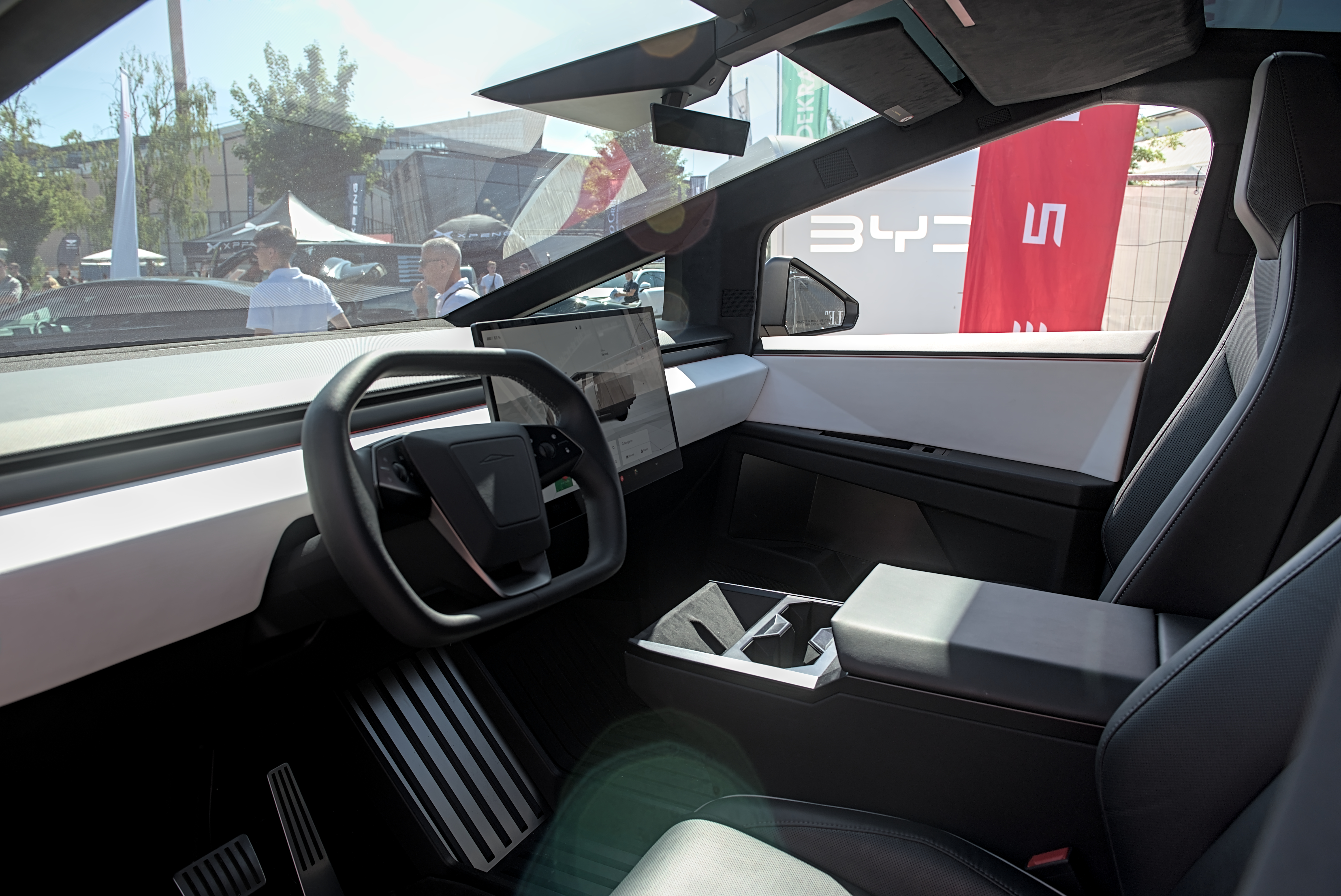
Innenansicht

## Technik
Der Antriebsstrang hat je nach Modellvariante einen, zwei oder drei Elektromotoren. Das stärkste Modell Cyberbeast beschleunigt von 0 auf 96,6 km/h (60 mph) in 2,6 Sek.
Das Niedervolt-Bordnetz nutzt nicht nur die in PKW üblichen 12 V, sondern an einigen Stellen auch 48 V. Mit der höheren Spannung lassen sich leistungshungrige Anwendungen wie die Stellmotoren des Steer-by-Wire-Systems sowie die Höhenverstellung des Fahrwerkes besser betreiben, bei gleichzeitig reduziertem Kabelquerschnitt. Darüber hinaus hat der Cybertruck eine Hinterradlenkung. Die Hinterräder werden bis zu 10 Grad eingeschlagen.
Im Gegensatz zu früheren Tesla-PKW-Modellen hat der Cybertruck eine auf 800 Volt verdoppelte Akkunennspannung.
Der Cybertruck soll an den Ladestationen der 3. Generation (V3) mit 250 kW geladen werden können. An V4-Superchargern sollen grundsätzlich 350 kW möglich sein, allerdings waren diese Ende 2023 darauf noch nicht vorbereitet, da sie noch an V3-Konverterstationen mit 400 Volt hingen.
Die Version mit Heckantrieb hat anstelle der Luftfederung ein Stahlfahrwerk.

## Produktion
Im November 2019 wurde das Modell als Prototyp vorgestellt. Die Auslieferung sollte ursprünglich Ende 2021 starten, wurde aber mehrfach verschoben. Im Juli 2023 wurde der erste Cybertruck auf der Produktionsstraße für die Serienfertigung in der Gigafactory Texas produziert. Ende November 2023 wurden die ersten Fahrzeuge ausgeliefert. Die Auslieferung der teuersten (Cyberbeast) und mittleren (All-Wheel Drive) Ausstattungsvarianten begann 2024, die preislich günstigste Version (Rear-Wheel Drive) sollte ab 2025 produziert werden.
Am 19. April 2024 wurde eine Rückrufaktion für 3878 Cybertrucks bekannt. Laut NHTSA könne sich das Gaspedal verklemmen und ungewollte Beschleunigung verursachen.
Mit 16.692 (von 346.309, das sind 4,8 Prozent) verkauften Einheiten war der Cybertruck im 3. Quartal 2024 das drittbeliebteste Elektroautomodell in den Vereinigten Staaten. Bis Mai 2025 fielen die Verkaufszahlen.

## Absatzmärkte
Im Oktober 2020 wurde verlautbart, dass der Cybertruck nur für den nordamerikanischen Markt verfügbar sein werde, da er in seiner damaligen Form, aufgrund der sehr steifen Karosserie mit dem dadurch bedingten mangelnden Insassen- und Fußgängerschutz, in Europa nicht zulassungsfähig sei. Ob eine für internationale Märkte angepasste Version folgen werde, ließ Tesla offen.
Ein Mitarbeiter der SGS-TÜV Saar GmbH äußerte Bedenken bezüglich des europäischen und deutschen Zulassungsverfahrens für das Fahrzeug. Die kantige Front sei schwierig mit den dortigen Ansprüchen der Passantensicherheit zu vereinbaren. Hinzu käme die fehlende Knautschzone der steifen Karosserie, womit im Falle eines Unfalls enorme Kräfte auf die Insassen wirkten. Einem Astra-Sprecher gemäß würde das Fahrzeug in der Schweiz zugelassen sein, sofern eine europäische Gesamtgenehmigung vorliege; würde hingegen eine nationale Genehmigung angestrebt, müssten dortige Vorschriften – der Sprecher erwähnte den Fußgängerschutz – erfüllt sein.
Problematisch für europäische Absatzmärkte ist, dass die gewöhnlichen Führerscheine in der Europäischen Union (Klasse B) nur die Benutzung von Fahrzeugen mit einem zulässigen Gesamtgewicht von bis zu 3500 kg erlauben, während der Cybertruck bereits ein Leergewicht von 3100 kg aufweist. Hingegen dürfen in den USA mit dem dort üblichen Führerschein (Class D) Fahrzeuge mit bis zu 26.000 lbs Gewicht gefahren werden, was 11.793 kg entspricht.
Im Juli 2024 wurde in Tschechien erstmals ein Cybertruck in Europa zugelassen. Das Fahrzeug erhielt eine Einzelzulassung, die scharfen Kanten mussten dafür mit einem Gummiüberzug entschärft werden.

## Trivia
Das Design des Cybertrucks wurde vom DeLorean DMC-12 inspiriert.
Im August und September 2024 entsandte der tschetschenische Präsident Ramsan Kadyrow drei Cybertrucks mit grüner Farbe und Maschinengewehren, sogenannte Technicals, in den Krieg in der Ukraine. Kadyrow hatte zuvor behauptet, Elon Musk habe ihm einen Cybertruck geschenkt, und später den Tesla-Chef beschuldigt, das Auto während eines Kampfeinsatzes per Fernsteuerung deaktiviert zu haben.

## Produktqualität
Bei Fahrten im Winter sammelt sich Schnee auf der Stoßfängerstufe unterhalb der schmalen Scheinwerferbänder, wo dieser zu einem Eispanzer gefriert und den Lichtaustritt blockiert. Fahrer sind gezwungen anzuhalten, um das Leuchtband von Schnee oder Eis, teils mit einem Hammer, zu befreien. Die Anhängerkupplung, die Tesla mit einer extremen Zugkraft bewirbt, ist an einem Karosserieteil aus Aluminiumguss angeschlagen. Bei einem Extremtest eines US-amerikanischen Youtubers brach das Karosserieteil samt Kupplung aus. Die als besonders widerstandsfähig und rostfrei beworbene Edelstahlaußenhaut des Fahrzeugs reagiert empfindlich auf Verschmutzungen durch Fett, Öl, Kot, Baumharz, Insekten, Teerflecken, Auftausalz und Industrieabfälle. Diese sollen laut Bedienungsanleitung nicht erst bei der nächsten Autowäsche, sondern direkt nach jeder Fahrt entfernt werden. Zudem können chemische, ätzende oder nicht pH-neutrale Substanzen die Edelstahlbauteile bereits nach kurzer Einwirkzeit schädigen. Cybertrucks wurden mehrfach zurückgerufen, etwa 2025 fast alle bislang in den USA zugelassenen Fahrzeuge aufgrund diverser Probleme.

## Wahrnehmung
Seit dem offiziellen Start wurden von Benutzern und Journalisten viele Fehler festgestellt. Dies sind verschiedene Mängel und Herstellungsfehler. Das Fahrzeug des amerikanischen Autoherstellers wird oft von Aktivisten verspottet oder sogar angegriffen. Ab Juli 2024 verbreiten mehrere Internetnutzer einen Witz in sozialen Netzwerken, in dem der Cybertruck mit einem Citroën C15 verglichen wird.
Elon Musk hingegen bezeichnete den Cybertruck als Teslas Best Product Ever.
An vielen Stellen werden das auffällige Design und die polarisierende Wirkung des Fahrzeugs genannt.

## Anschlag 2025
Am 1. Januar 2025 explodierte ein Tesla Cybertruck vor dem Eingang des Trump International Hotel in Las Vegas und brannte anschließend aus. Der Fahrer, der sich noch im Fahrzeug befand, erschoss sich vor der Explosion, durch die mehrere Passanten verletzt wurden. Der Cybertruck hatte Feuerwerkskörper und Benzinkanister geladen, daher wurde wegen Terrorverdachts ermittelt. Das FBI stufte den Vorfall jedoch als Suizid ein.